# Mogente
Mogente in castigliano e Moixent in valenciano, è un comune spagnolo di 4 734 abitanti situato nella comunità autonoma Valenciana.